# ماریانا لاروکت
ماریانا لاروکت (انگلیسی: Mariana Larroquette؛ زادهٔ ۲۴ اکتبر ۱۹۹۲) بازیکن فوتبال اهل آرژانتین است.

وی همچنین در تیم‌های ملی فوتبال Argentina women's national under-20 football team و زنان آرژانتین بازی کرده‌است.
وی در مسابقات کشوری و بین‌المللی در مجموع برندهٔ ۱ مدال نقره شده‌است.